# Élections sénatoriales françaises de 2011
Des élections sénatoriales ont lieu le 25 septembre 2011, en France, afin de pourvoir 170 sièges de sénateurs de la série 1, soit près de la moitié de l'effectif total de la chambre haute. Elles sont marquées par le basculement du Sénat à gauche, devenue strictement majoritaire pour la première fois de la Ve République.

## Modalités

Répartition des départements et territoires français par série et mode de scrutin :
Série 1 avec scrutin majoritaire.
Série 1 avec scrutin proportionnel.
Série 2 (non concernée par l'élection de 2011).

La loi organique no 2003-696 du 30 juillet 2003 a modifié certaines modalités de renouvellement du Sénat. La durée du mandat est ramenée de neuf à six ans. En 2011, les élections sénatoriales portent ainsi sur la moitié des sièges, nommée Série 1, alors que, jusqu'à 2008, le renouvellement était réalisé par tiers. Le nombre total de sénateurs à l'issue de ce scrutin est porté à 348, nombre maximal désormais inscrit dans la Constitution française.

Logo publié à l'occasion des élections par le Sénat.

Dans les 18 départements élisant au moins quatre sénateurs, de même que pour les Français de l'étranger, le scrutin est proportionnel plurinominal, sans panachage ni vote préférentiel. Il représente 112 sièges. Dans les autres départements et les collectivités d'outre-mer, le scrutin est majoritaire uninominal ou plurinominal à deux tours et concerne 26 départements, soit 58 sièges.
Les sénateurs sont élus par un collège de grands électeurs de la circonscription, composé des conseillers généraux, conseillers régionaux, députés et, pour 95 % des membres, des maires et délégués municipaux. Pour les sénateurs représentant les Français établis hors de France, le collège  électoral se confond avec l'Assemblée des Français de l'étranger.
Le vote est obligatoire pour les 71 890 grands électeurs. Le scrutin a lieu le dimanche 25 septembre 2011 entre 9 h et 15 h, à la préfecture du département concerné. Dans les départements élisant un, deux ou trois sénateurs, le premier tour s'effectue entre 8 h 30 et 11 h, le second entre 15 h 30 et 17 h 30.
165 sièges sont renouvelés par ce scrutin et 5 nouveaux sièges, créés pour tenir compte de l'évolution démographique, sont aussi pourvus. 38 départements métropolitains sont concernés, dans l'ordre des numéros de départements entre l'Indre-et-Loire (37) et les Pyrénées-Orientales (66), ainsi que l'ensemble des 8 départements de l'Île-de-France, 6 départements ou collectivités d'outre-mer et la moitié des 12 sénateurs des Français de l'étranger.
Les départements des sénateurs élus en 2001 à renouveler sont : Indre-et-Loire, Isère, Jura, Landes, Loir-et-Cher, Loire, Haute-Loire, Loire-Atlantique, Loiret, Lot, Lot-et-Garonne, Lozère, Maine-et-Loire, Manche, Marne, Haute-Marne, Mayenne, Meurthe-et-Moselle, Meuse, Morbihan, Moselle, Nièvre, Nord, Oise, Orne, Pas-de-Calais, Puy-de-Dôme, Pyrénées-Atlantiques, Hautes-Pyrénées, Pyrénées-Orientales, La Réunion, Nouvelle-Calédonie et les Français établis hors de France.
Les départements des sénateurs élus en 2004 à renouveler sont : Paris, Seine-et-Marne, Yvelines, Essonne, Hauts-de-Seine, Seine-Saint-Denis, Val-de-Marne, Val-d'Oise, Guadeloupe, Martinique, Mayotte et Saint-Pierre-et-Miquelon.

## Candidats

### Personnalités
La ministre des Sports Chantal Jouanno est la tête de liste UMP à Paris, de même que Gérard Longuet, ministre de la Défense et Maurice Leroy, ministre de la Ville, candidats respectivement dans la Meuse et le Loir-et-Cher. Le conseiller régional d'Europe Écologie Les Verts, Jean-Vincent Placé, mène la liste d'union de la gauche dans l'Essonne. Plusieurs anciens ministres socialistes sont candidats : Marie-Noëlle Lienemann (Logement) est candidate à Paris, Alain Richard (Défense) dans le Val-d'Oise et Michel Delebarre dans le Nord.

### Députés
À la suite du redécoupage des circonscriptions législatives, vingt-quatre députés anticipent la disparition de leurs circonscriptions en se présentant au Sénat. C'est le cas notamment de Jean-Claude Leroy, Odette Duriez, Claude Gatignol, Gaëtan Gorce et Alain Néri.

## Résultats

### Composition du Sénat avant et après renouvellement
| SÉNAT FRANÇAIS                                  | SÉNAT FRANÇAIS                                       | SÉNAT FRANÇAIS                                  | SÉNAT FRANÇAIS                                  | SÉNAT FRANÇAIS                                  | SÉNAT FRANÇAIS                                  | SÉNAT FRANÇAIS                                  | SÉNAT FRANÇAIS                                  | SÉNAT FRANÇAIS                                  | SÉNAT FRANÇAIS                                  |
| Composition en nombre de sièges et pourcentages | Composition en nombre de sièges et pourcentages      | Composition en nombre de sièges et pourcentages | Composition en nombre de sièges et pourcentages | Composition en nombre de sièges et pourcentages | Composition en nombre de sièges et pourcentages | Composition en nombre de sièges et pourcentages | Composition en nombre de sièges et pourcentages | Composition en nombre de sièges et pourcentages | Composition en nombre de sièges et pourcentages |
| Groupe parlementaire                            | Groupe parlementaire                                 | Avant renouvellement                            | Avant renouvellement                            | Avant renouvellement                            | Après renouvellement                            | Après renouvellement                            | Après renouvellement                            | Présidents de groupe avant renouvellement       | Présidents de groupe après renouvellement       |
| ----------------------------------------------- | ---------------------------------------------------- | ----------------------------------------------- | ----------------------------------------------- | ----------------------------------------------- | ----------------------------------------------- | ----------------------------------------------- | ----------------------------------------------- | ----------------------------------------------- | ----------------------------------------------- |
|                                                 | Non-inscrits (RASNAG)                                | 8                                               | 189                                             | 55,1 %                                          | 7                                               | 171                                             | 49,1 %                                          | Délégué : Philippe Adnot                        | Délégué : Philippe Adnot                        |
|                                                 | Union pour un mouvement populaire (UMP)              | 147                                             | 189                                             | 55,1 %                                          | 132                                             | 171                                             | 49,1 %                                          | Jean-Claude Gaudin                              | Jean-Claude Gaudin                              |
|                                                 | Union centriste (UC)                                 | 29                                              | 189                                             | 55,1 %                                          | 31                                              | 171                                             | 49,1 %                                          | François Zocchetto                              | François Zocchetto                              |
|                                                 | Rassemblement démocratique et social européen (RDSE) | 5                                               | 189                                             | 55,1 %                                          | 1                                               | 171                                             | 49,1 %                                          | Yvon Collin                                     | Jacques Mézard                                  |
| 13                                              | Rassemblement démocratique et social européen (RDSE) | 152                                             | 44,3 %                                          | 16                                              | 177                                             | 50,9 %                                          |                                                 | Yvon Collin                                     | Jacques Mézard                                  |
|                                                 | Socialiste (SOC)                                     | 152                                             | 44,3 %                                          | 115                                             | 177                                             | 50,9 %                                          | 140                                             | Jean-Pierre Bel                                 | François Rebsamen                               |
|                                                 | Communiste, républicain, citoyen (CRC-SPG)           | 152                                             | 44,3 %                                          | 24                                              | 177                                             | 50,9 %                                          | 21                                              | Nicole Borvo Cohen-Seat                         | Nicole Borvo Cohen-Seat                         |
| Sièges vacants                                  | Sièges vacants                                       | 2                                               | 2                                               | 0,6 %                                           | 0                                               | 0                                               | 0%                                              | Président du Sénat Gérard Larcher               | Président du Sénat Jean-Pierre Bel              |
| Effectifs (Seuil de majorité absolue)           | Effectifs (Seuil de majorité absolue)                | 343 (172)                                       | 343 (172)                                       | 343 (172)                                       | 348 (175)                                       | 348 (175)                                       | 348 (175)                                       | Président du Sénat Gérard Larcher               | Président du Sénat Jean-Pierre Bel              |

### Résultats par département
| Département                     | Sénateur sortant             | Étiquette          | Étiquette          | Candidat élu ou réélu     | Étiquette | Étiquette |
| ------------------------------- | ---------------------------- | ------------------ | ------------------ | ------------------------- | --------- | --------- |
| Indre-et-Loire                  | Marie-France Beaufils        |                    | COM                | Marie-France Beaufils     |           | COM       |
| Indre-et-Loire                  | Dominique Leclerc            |                    | UMP                | Jean Germain              |           | PS        |
| Indre-et-Loire                  | Yves Dauge                   |                    | PS                 | Jean-Jacques Filleul      |           | PS        |
| Isère                           | Jean Faure                   |                    | UMP                | Michel Savin              |           | UMP       |
| Isère                           | Bernard Saugey               |                    | UMP                | Bernard Saugey            |           | UMP       |
| Isère                           | Annie David                  |                    | COM                | Annie David               |           | COM       |
| Isère                           | Louis Mermaz                 |                    | PS                 | André Vallini             |           | PS        |
| Isère                           | nouveau siège créé           | nouveau siège créé | nouveau siège créé | Jacques Chiron            |           | PS        |
| Jura                            | Gérard Bailly                |                    | UMP                | Gérard Bailly             |           | UMP       |
| Jura                            | Gilbert Barbier              |                    | UMP                | Gilbert Barbier           |           | UMP       |
| Landes                          | Jean-Louis Carrère           |                    | PS                 | Jean-Louis Carrère        |           | PS        |
| Landes                          | Philippe Labeyrie            |                    | PS                 | Danielle Michel           |           | PS        |
| Loir-et-Cher                    | Jacqueline Gourault          |                    | MoDem              | Jacqueline Gourault       |           | MoDem     |
| Loir-et-Cher                    | siège vacant                 | siège vacant       | siège vacant       | Jeanny Lorgeoux           |           | PS        |
| Loire                           | Bernard Fournier             |                    | UMP                | Bernard Fournier          |           | UMP       |
| Loire                           | Christiane Longère           |                    | UMP                | Maurice Vincent           |           | PS        |
| Loire                           | Jean-Claude Frécon           |                    | PS                 | Jean-Claude Frécon        |           | PS        |
| Loire                           | Josiane Mathon-Poinat        |                    | COM                | Cécile Cukierman          |           | COM       |
| Haute-Loire                     | Adrien Gouteyron             |                    | UMP                | Gérard Roche              |           | UMP       |
| Haute-Loire                     | Jean Boyer                   |                    | NC                 | Jean Boyer                |           | NC        |
| Loire-Atlantique                | André Trillard               |                    | UMP                | André Trillard            |           | UMP       |
| Loire-Atlantique                | Gisèle Gautier               |                    | UMP                | Joël Guerriau             |           | NC        |
| Loire-Atlantique                | Monique Papon                |                    | UMP                | Yannick Vaugrenard        |           | PS        |
| Loire-Atlantique                | Charles Gautier              |                    | PS                 | Michelle Meunier          |           | PS        |
| Loire-Atlantique                | François Autain              |                    | PG                 | Ronan Dantec              |           | EELV      |
| Loiret                          | Éric Doligé                  |                    | UMP                | Éric Doligé               |           | UMP       |
| Loiret                          | Janine Rozier                |                    | UMP                | Jean-Noël Cardoux         |           | UMP       |
| Loiret                          | Jean-Pierre Sueur            |                    | PS                 | Jean-Pierre Sueur         |           | PS        |
| Lot                             | Gérard Miquel                |                    | PS                 | Gérard Miquel             |           | PS        |
| Lot                             | Jean Milhau                  |                    | PRG                | Jean-Claude Requier       |           | PRG       |
| Lot-et-Garonne                  | Jean François-Poncet         |                    | UMP                | Henri Tandonnet           |           | DVD       |
| Lot-et-Garonne                  | Daniel Soulage               |                    | AC                 | Pierre Camani             |           | PS        |
| Lozère                          | Jacques Blanc                |                    | UMP                | Alain Bertrand            |           | PS        |
| Maine-et-Loire                  | Catherine Deroche            |                    | UMP                | Catherine Deroche         |           | UMP       |
| Maine-et-Loire                  | André Lardeux                |                    | UMP                | Christophe Béchu          |           | UMP       |
| Maine-et-Loire                  | Daniel Raoul                 |                    | PS                 | Daniel Raoul              |           | PS        |
| Maine-et-Loire                  | nouveau siège créé           | nouveau siège créé | nouveau siège créé | Corinne Bouchoux          |           | EELV      |
| Manche                          | Jean Bizet                   |                    | UMP                | Jean Bizet                |           | UMP       |
| Manche                          | Jean-François Le Grand       |                    | DVD                | Philippe Bas              |           | UMP       |
| Manche                          | Jean-Pierre Godefroy         |                    | PS                 | Jean-Pierre Godefroy      |           | PS        |
| Marne                           | Mireille Oudit               |                    | UMP                | René-Paul Savary          |           | UMP       |
| Marne                           | Françoise Férat              |                    | AC                 | Françoise Férat           |           | AC        |
| Marne                           | Yves Détraigne               |                    | AC                 | Yves Détraigne            |           | AC        |
| Haute-Marne                     | Charles Guené                |                    | UMP                | Charles Guené             |           | UMP       |
| Haute-Marne                     | Bruno Sido                   |                    | UMP                | Bruno Sido                |           | UMP       |
| Mayenne                         | Jean Arthuis                 |                    | AC                 | Jean Arthuis              |           | AC        |
| Mayenne                         | François Zocchetto           |                    | AC                 | François Zocchetto        |           | AC        |
| Meurthe-et-Moselle              | Philippe Nachbar             |                    | UMP                | Philippe Nachbar          |           | UMP       |
| Meurthe-et-Moselle              | Jacqueline Panis             |                    | UMP                | Jean-François Husson      |           | UMP       |
| Meurthe-et-Moselle              | Daniel Reiner                |                    | PS                 | Daniel Reiner             |           | PS        |
| Meurthe-et-Moselle              | Évelyne Didier               |                    | COM                | Évelyne Didier            |           | COM       |
| Meuse                           | Claude Léonard               |                    | UMP                | Gérard Longuet            |           | UMP       |
| Meuse                           | Claude Biwer                 |                    | NC                 | Christian Namy            |           | PR        |
| Morbihan                        | Josselin de Rohan            |                    | UMP                | Joël Labbé                |           | EELV      |
| Morbihan                        | Joseph Kergueris             |                    | AC                 | Michel Le Scouarnec       |           | COM       |
| Morbihan                        | Odette Herviaux              |                    | PS                 | Odette Herviaux           |           | PS        |
| Moselle                         | Jean Louis Masson            |                    | DVD                | Jean Louis Masson         |           | DVD       |
| Moselle                         | Philippe Leroy               |                    | UMP                | Philippe Leroy            |           | UMP       |
| Moselle                         | Jean-Pierre Masseret         |                    | PS                 | François Grosdidier       |           | UMP       |
| Moselle                         | Jean-Marc Todeschini         |                    | PS                 | Jean-Marc Todeschini      |           | PS        |
| Moselle                         | Gisèle Printz                |                    | PS                 | Gisèle Printz             |           | PS        |
| Nièvre                          | Didier Boulaud               |                    | PS                 | Didier Boulaud            |           | PS        |
| Nièvre                          | René-Pierre Signé            |                    | PS                 | Gaëtan Gorce              |           | PS        |
| Nord                            | Jean-René Lecerf             |                    | UMP                | Jean-René Lecerf          |           | UMP       |
| Nord                            | Jacques Legendre             |                    | UMP                | Jacques Legendre          |           | UMP       |
| Nord                            | Valérie Létard               |                    | NC                 | Valérie Létard            |           | NC        |
| Nord                            | Alex Türk                    |                    | DVD                | Alex Türk                 |           | DVD       |
| Nord                            | Sylvie Desmarescaux          |                    | DVD                | René Vandierendonck       |           | PS        |
| Nord                            | Bernard Frimat               |                    | PS                 | Delphine Bataille         |           | PS        |
| Nord                            | Pierre Mauroy                |                    | PS                 | Michel Delebarre          |           | PS        |
| Nord                            | Paul Raoult                  |                    | PS                 | Dominique Bailly          |           | PS        |
| Nord                            | Marie-Christine Blandin      |                    | EELV               | Marie-Christine Blandin   |           | EELV      |
| Nord                            | Ivan Renar                   |                    | COM                | Éric Bocquet              |           | COM       |
| Nord                            | Michelle Demessine           |                    | COM                | Michelle Demessine        |           | COM       |
| Oise                            | Philippe Marini              |                    | UMP                | Philippe Marini           |           | UMP       |
| Oise                            | Alain Vasselle               |                    | UMP                | Caroline Cayeux           |           | UMP       |
| Oise                            | André Vantomme               |                    | PS                 | Yves Rome                 |           | PS        |
| Oise                            | nouveau siège créé           | nouveau siège créé | nouveau siège créé | Laurence Rossignol        |           | PS        |
| Orne                            | Nathalie Goulet              |                    | DVC                | Nathalie Goulet           |           | DVC       |
| Orne                            | siège vacant                 | siège vacant       | siège vacant       | Jean-Claude Lenoir        |           | UMP       |
| Pas-de-Calais                   | Françoise Henneron           |                    | UMP                | Natacha Bouchart          |           | UMP       |
| Pas-de-Calais                   | Jean-Marie Vanlerenberghe    |                    | MoDem              | Jean-Marie Vanlerenberghe |           | MoDem     |
| Pas-de-Calais                   | Brigitte Bout                |                    | UMP                | Catherine Génisson        |           | PS        |
| Pas-de-Calais                   | Daniel Percheron             |                    | PS                 | Daniel Percheron          |           | PS        |
| Pas-de-Calais                   | Michèle San Vicente-Baudrin  |                    | PS                 | Jean-Claude Leroy         |           | PS        |
| Pas-de-Calais                   | Michel Sergent               |                    | PS                 | Odette Duriez             |           | PS        |
| Pas-de-Calais                   | Jean-Claude Danglot          |                    | COM                | Dominique Watrin          |           | COM       |
| Puy-de-Dôme                     | Jean-Marc Juilhard           |                    | UMP                | Jacques-Bernard Magner    |           | PS        |
| Puy-de-Dôme                     | Serge Godard                 |                    | PS                 | Alain Néri                |           | PS        |
| Puy-de-Dôme                     | Michèle André                |                    | PS                 | Michèle André             |           | PS        |
| Pyrénées-Atlantiques            | Didier Borotra               |                    | MoDem              | Jean-Jacques Lasserre     |           | MoDem     |
| Pyrénées-Atlantiques            | Auguste Cazalet              |                    | UMP                | Georges Labazée           |           | PS        |
| Pyrénées-Atlantiques            | Annie Jarraud-Vergnolle      |                    | PS                 | Frédérique Espagnac       |           | PS        |
| Hautes-Pyrénées                 | Josette Durrieu              |                    | PS                 | Josette Durrieu           |           | PS        |
| Hautes-Pyrénées                 | François Fortassin           |                    | PRG                | François Fortassin        |           | PRG       |
| Pyrénées-Orientales             | Jean-Paul Alduy              |                    | UMP                | François Calvet           |           | UMP       |
| Pyrénées-Orientales             | Paul Blanc                   |                    | UMP                | Christian Bourquin        |           | DVG       |
| Paris                           | Yves Pozzo di Borgo          |                    | NC                 | Yves Pozzo di Borgo       |           | NC        |
| Paris                           | Marie-Thérèse Hermange       |                    | UMP                | Pierre Charon             |           | diss. UMP |
| Paris                           | Roger Romani                 |                    | UMP                | Chantal Jouanno           |           | UMP       |
| Paris                           | Philippe Dominati            |                    | UMP                | Philippe Dominati         |           | UMP       |
| Paris                           | Catherine Dumas              |                    | UMP                | Marie-Noëlle Lienemann    |           | PS        |
| Paris                           | Roger Madec                  |                    | PS                 | Roger Madec               |           | PS        |
| Paris                           | Bariza Khiari                |                    | PS                 | Bariza Khiari             |           | PS        |
| Paris                           | Jean-Pierre Caffet           |                    | PS                 | Jean-Pierre Caffet        |           | PS        |
| Paris                           | David Assouline              |                    | PS                 | David Assouline           |           | PS        |
| Paris                           | Jean Desessard               |                    | EELV               | Jean Desessard            |           | EELV      |
| Paris                           | Alima Boumediene-Thiery      |                    | EELV               | Leila Aïchi               |           | EELV      |
| Paris                           | Nicole Borvo Cohen-Seat      |                    | COM                | Nicole Borvo Cohen-Seat   |           | COM       |
| Seine-et-Marne                  | Michel Houel                 |                    | UMP                | Michel Houel              |           | UMP       |
| Seine-et-Marne                  | Jean-Jacques Hyest           |                    | UMP                | Jean-Jacques Hyest        |           | UMP       |
| Seine-et-Marne                  | Colette Mélot                |                    | UMP                | Colette Mélot             |           | UMP       |
| Seine-et-Marne                  | Nicole Bricq                 |                    | PS                 | Nicole Bricq              |           | PS        |
| Seine-et-Marne                  | Yannick Bodin                |                    | PS                 | Vincent Éblé              |           | PS        |
| Seine-et-Marne                  | Michel Billout               |                    | COM                | Michel Billout            |           | COM       |
| Yvelines                        | Bernadette Dupont            |                    | UMP                | Marie-Annick Duchêne      |           | DVD       |
| Yvelines                        | Dominique Braye              |                    | UMP                | Sophie Primas             |           | UMP       |
| Yvelines                        | Alain Gournac                |                    | UMP                | Alain Gournac             |           | UMP       |
| Yvelines                        | Gérard Larcher (président)   |                    | UMP                | Gérard Larcher            |           | UMP       |
| Yvelines                        | Roselle Cros                 |                    | MoDem              | Philippe Esnol            |           | PS        |
| Yvelines                        | Catherine Tasca              |                    | PS                 | Catherine Tasca           |           | PS        |
| Essonne                         | Laurent Béteille             |                    | UMP                | Vincent Delahaye          |           | PR        |
| Essonne                         | Serge Dassault               |                    | UMP                | Serge Dassault            |           | UMP       |
| Essonne                         | Claire-Lise Campion          |                    | PS                 | Claire-Lise Campion       |           | PS        |
| Essonne                         | Bernard Vera                 |                    | COM                | Michel Berson             |           | DVG       |
| Essonne                         | Marie-Agnès Labarre          |                    | PG                 | Jean-Vincent Placé        |           | EELV      |
| Hauts-de-Seine                  | Charles Pasqua               |                    | UMP                | Hervé Marseille           |           | NC        |
| Hauts-de-Seine                  | Isabelle Debré               |                    | UMP                | Isabelle Debré            |           | UMP       |
| Hauts-de-Seine                  | Jean-Pierre Fourcade         |                    | UMP                | Roger Karoutchi           |           | UMP       |
| Hauts-de-Seine                  | Jacques Gautier              |                    | UMP                | Jacques Gautier           |           | diss. UMP |
| Hauts-de-Seine                  | Denis Badré                  |                    | MoDem              | André Gattolin            |           | EELV      |
| Hauts-de-Seine                  | Robert Badinter              |                    | PS                 | Philippe Kaltenbach       |           | PS        |
| Hauts-de-Seine                  | Brigitte Gonthier-Maurin     |                    | COM                | Brigitte Gonthier-Maurin  |           | COM       |
| Seine-Saint-Denis               | Christian Demuynck           |                    | UMP                | Vincent Capo-Canellas     |           | NC        |
| Seine-Saint-Denis               | Philippe Dallier             |                    | UMP                | Philippe Dallier          |           | UMP       |
| Seine-Saint-Denis               | Dominique Voynet             |                    | EELV               | Aline Archimbaud          |           | EELV      |
| Seine-Saint-Denis               | Jacques Mahéas               |                    | DVG                | Gilbert Roger             |           | PS        |
| Seine-Saint-Denis               | Jack Ralite                  |                    | COM                | Claude Dilain             |           | PS        |
| Seine-Saint-Denis               | Éliane Assassi               |                    | COM                | Éliane Assassi            |           | COM       |
| Val-de-Marne                    | Christian Cambon             |                    | UMP                | Christian Cambon          |           | UMP       |
| Val-de-Marne                    | Catherine Procaccia          |                    | UMP                | Catherine Procaccia       |           | UMP       |
| Val-de-Marne                    | Jean-Jacques Jégou           |                    | MoDem              | Esther Benbassa           |           | EELV      |
| Val-de-Marne                    | Serge Lagauche               |                    | PS                 | Luc Carvounas             |           | PS        |
| Val-de-Marne                    | Odette Terrade               |                    | COM                | Laurence Cohen            |           | COM       |
| Val-de-Marne                    | Jean-François Voguet         |                    | COM                | Christian Favier          |           | COM       |
| Val-d'Oise                      | Lucienne Malovry             |                    | UMP                | Francis Delattre          |           | UMP       |
| Val-d'Oise                      | Hugues Portelli              |                    | UMP                | Hugues Portelli           |           | UMP       |
| Val-d'Oise                      | Raymonde Le Texier           |                    | PS                 | Dominique Gillot          |           | PS        |
| Val-d'Oise                      | Bernard Angels               |                    | PS                 | Alain Richard             |           | PS        |
| Val-d'Oise                      | Robert Hue                   |                    | COM                | Robert Hue                |           | COM       |
| Guadeloupe                      | Jacques Gillot               |                    | GUSR               | Jacques Gillot            |           | GUSR      |
| Guadeloupe                      | Daniel Marsin                |                    | DVD                | Jacques Cornano           |           | FGPS      |
| Guadeloupe                      | Lucette Michaux-Chevry       |                    | UMP                | Félix Desplan             |           | FGPS      |
| Martinique                      | Serge Larcher                |                    | PPM                | Serge Larcher             |           | PPM       |
| Martinique                      | Claude Lise                  |                    | RDM                | Maurice Antiste           |           | App PPM   |
| La Réunion                      | Jean-Paul Virapoullé         |                    | UMP                | Jacqueline Farreyrol      |           | UMP       |
| La Réunion                      | Anne-Marie Payet             |                    | DVC                | Michel Fontaine           |           | UMP       |
| La Réunion                      | Gélita Hoarau                |                    | COM                | Paul Vergès               |           | COM       |
| La Réunion                      | nouveau siège créé           | nouveau siège créé | nouveau siège créé | Michel Vergoz             |           | PS        |
| Mayotte                         | Adrien Giraud                |                    | DVD                | Thani Mohamed Soilihi     |           | DVG       |
| Mayotte                         | Soibahadine Ibrahim Ramadani |                    | UMP                | Abdourahamane Soilihi     |           | UMP       |
| Nouvelle-Calédonie              | Simon Loueckhote             |                    | UMP                | Pierre Frogier            |           | UMP       |
| Nouvelle-Calédonie              | nouveau siège créé           | nouveau siège créé | nouveau siège créé | Hilarion Vendégou         |           | UMP       |
| Saint-Pierre-et-Miquelon        | Denis Detcheverry            |                    | DVD                | Karine Claireaux          |           | PS        |
| Français établis hors de France | Jean-Pierre Cantegrit        |                    | UMP                | Jean-Pierre Cantegrit     |           | UMP       |
| Français établis hors de France | Louis Duvernois              |                    | UMP                | Louis Duvernois           |           | UMP       |
| Français établis hors de France | Joëlle Garriaud-Maylam       |                    | UMP                | Joëlle Garriaud-Maylam    |           | UMP       |
| Français établis hors de France | Christiane Kammermann        |                    | UMP                | Christiane Kammermann     |           | UMP       |
| Français établis hors de France | Michel Guerry                |                    | UMP                | Hélène Conway-Mouret      |           | PS        |
| Français établis hors de France | Monique Cerisier-ben Guiga   |                    | PS                 | Jean-Yves Leconte         |           | PS        |

Nom en gras : sénateur réélu

### Résultats par étiquette politique
| Étiquette | Étiquette                         | Sortants | Réélus | Élus | Total | +/- |
| --------- | --------------------------------- | -------- | ------ | ---- | ----- | --- |
|           | Parti socialiste                  | 41       | 21     | 39   | 60    | 19  |
|           | Parti communiste                  | 17       | 10     | 6    | 16    | 1   |
|           | Europe Écologie Les Verts         | 4        | 2      | 8    | 10    | 6   |
|           | Divers gauche                     | 4        | 2      | 5    | 7     | 3   |
|           | Parti radical de gauche           | 2        | 1      | 1    | 2     | 0   |
|           | Parti de gauche                   | 2        | 0      | 0    | 0     | 2   |
|           | Gauche parlementaire              | 70       | 36     | 59   | 95    | 25  |
|           |                                   |          |        |      |       |     |
|           | Union pour un mouvement populaire | 68       | 31     | 25   | 56    | 12  |
|           | Nouveau Centre                    | 4        | 3      | 3    | 6     | 2   |
|           | Alliance centriste                | 6        | 4      | 0    | 4     | 2   |
|           | Divers droite                     | 5        | 2      | 1    | 3     | 2   |
|           | Parti radical                     | 0        | 0      | 2    | 2     | 2   |
|           | Divers centre                     | 2        | 1      | 0    | 1     | 1   |
|           | Droite parlementaire              | 87       | 41     | 31   | 72    | 15  |
|           |                                   |          |        |      |       |     |
|           | Mouvement démocrate               | 6        | 2      | 1    | 3     | 3   |
|           | Sièges vacants                    | 2        | 0      | 0    | 0     | 2   |
| Total     | Total                             | 165      | 79     | 91   | 170   | 5   |

### Résultats par nuance
| Nuances                  | Nuances                           | Nuances                  | Scrutin proportionnel | Scrutin proportionnel | Scrutin proportionnel | Scrutin majoritaire | Scrutin majoritaire | Scrutin majoritaire | Scrutin majoritaire | Scrutin majoritaire | Scrutin majoritaire | Scrutin majoritaire | Total sièges |  |
| Nuances                  | Nuances                           | Nuances                  | Scrutin proportionnel | Scrutin proportionnel | Scrutin proportionnel | Premier tour        | Premier tour        | Premier tour        | Second tour         | Second tour         | Second tour         | Total               | Total sièges |  |
| Nuances                  | Nuances                           | Nuances                  | Voix                  | %                     | Sièges                | Voix                | %                   | Sièges              | Voix                | %                   | Sièges              | Total               | Total sièges |  |
| ------------------------ | --------------------------------- | ------------------------ | --------------------- | --------------------- | --------------------- | ------------------- | ------------------- | ------------------- | ------------------- | ------------------- | ------------------- | ------------------- | ------------ |  |
|                          | Majorité présidentielle           | MAJ                      | 14 253                | 31,61                 | 38                    | 6 692               | 11,63               | 2                   | 3 529               | 8,69                | 5                   | 7                   | 45           |  |
|                          | Union de la gauche                | UG                       | 11 155                | 24,74                 | 38                    |                     |                     |                     |                     |                     |                     |                     | 38           |  |
|                          | Parti socialiste                  | SOC                      | 6 832                 | 15,15                 | 16                    | 17 439              | 30,30               | 8                   | 15 483              | 38,14               | 13                  | 21                  | 37           |  |
|                          | Union pour un mouvement populaire | UMP                      |                       |                       |                       | 16 172              | 28,10               | 2                   | 13 482              | 33,21               | 14                  | 16                  | 16           |  |
|                          | Divers droite                     | DVD                      | 4 840                 | 10,73                 | 8                     | 2 297               | 3,99                | 0                   | 888                 | 2,19                | 1                   | 1                   | 9            |  |
|                          | Divers gauche                     | DVG                      | 2 325                 | 5,16                  | 5                     | 4 367               | 7,59                | 3                   | 1 734               | 4,27                | 3                   | 6                   | 11           |  |
|                          | Majorité - Mouvement démocrate    | MMD                      | 1 570                 | 3,48                  | 3                     |                     |                     |                     |                     |                     |                     |                     | 3            |  |
|                          | Parti communiste français         | COM                      | 1 277                 | 2,83                  | 3                     | 3 756               | 6,53                | 0                   | 2 193               | 5,40                | 2                   | 2                   | 5            |  |
|                          | Parti radical de gauche           | RDG                      |                       |                       |                       | 1 129               | 1,96                | 2                   |                     |                     |                     | 2                   | 2            |  |
|                          | Front de gauche                   | COP                      | 853                   | 1,86                  | 1                     |                     |                     |                     |                     |                     |                     |                     | 1            |  |
|                          | Front national                    | FN                       | 792                   | 1,76                  | 0                     | 460                 | 0,80                | 0                   | 204                 | 0,50                | 0                   | 0                   | 0            |  |
|                          | Europe Écologie Les Verts         | VEC                      | 469                   | 1,04                  | 0                     | 1 906               | 3,31                | 0                   | 939                 | 2,31                | 1                   | 1                   | 1            |  |
|                          | Mouvement démocrate               | CMD                      | 388                   | 0,86                  | 0                     | 1 855               | 3,22                | 1                   | 1 478               | 3,64                | 1                   | 2                   | 2            |  |
|                          | Parti de gauche                   | PG                       |                       |                       |                       | 558                 | 0,97                | 0                   |                     |                     |                     | 0                   | 0            |  |
|                          | Régionaliste                      | REG                      |                       |                       |                       | 591                 | 1,03                | 0                   |                     |                     |                     | 0                   | 0            |  |
|                          | Divers                            | AUT                      | 298                   | 0,66                  | 0                     | 292                 | 0,51                | 0                   | 62                  | 0,15                | 0                   | 0                   | 0            |  |
|                          | Extrême droite                    | EXD                      | 40                    | 0,09                  | 0                     |                     |                     |                     |                     |                     |                     |                     | 0            |  |
|                          | Écologiste                        | ECO                      |                       |                       |                       | 38                  | 0,07                | 0                   | 5                   | 0,01                | 0                   | 0                   | 0            |  |
|                          | Extrême gauche                    | EXG                      | 4                     | 0,01                  | 0                     |                     |                     |                     |                     |                     |                     |                     | 0            |  |
|                          |                                   |                          |                       |                       |                       |                     |                     |                     |                     |                     |                     |                     |              |  |
| Suffrages exprimés       | Suffrages exprimés                | Suffrages exprimés       | 45 096                | 98,94                 |                       | 25 272              | 98,79               |                     | 22 585              | 97,41               |                     |                     |              |  |
| Votes blancs ou nuls     | Votes blancs ou nuls              | Votes blancs ou nuls     | 483                   | 1,06                  | 309                   | 1,21                | 601                 | 2,59                |                     |                     |                     |                     |              |  |
| Total                    | Total                             | Total                    | 45 579                | 100                   | 112                   | 25 581              | 100                 | 18                  | 23 186              | 100                 | 40                  | 58                  | 170          |  |
| Abstention               | Abstention                        | Abstention               | 427                   | 0,93                  |                       | 275                 | 1,06                |                     | 179                 | 0,77                |                     |                     |              |  |
| Inscrits / participation | Inscrits / participation          | Inscrits / participation | 46 006                | 99,07                 | 25 856                | 98,94               | 23 365              | 99,23               |                     |                     |                     |                     |              |  |

### Résultats notables
- Le président du Sénat sortant Gérard Larcher est réélu dans les Yvelines.
- Membres du gouvernement, Chantal Jouanno et Gérard Longuet sont élus sénateurs tandis que le ministre Maurice Leroy est battu. Seule Chantal Jouanno quitte finalement le gouvernement pour siéger au Sénat.
- Pierre Charon, candidat dissident de l'UMP et ancien conseiller du président de la République Nicolas Sarkozy, est élu sénateur.
- Isabelle Balkany est battue dans les Hauts-de-Seine.
- Paul Vergès, 86 ans est le doyen du Sénat. Il annonce vouloir renoncer à son mandat de sénateur mais préside la séance d'élection du nouveau président Jean-Pierre Bel le 1er octobre 2011.
- Jacques Blanc, après 38 ans de victoires dans les élections au Parlement français, est battu par le socialiste Alain Bertrand[11].
- La gauche remporte quatre des cinq nouveaux sièges créés.

## Conséquences du scrutin

### Basculement à gauche
Du fait de son mode de scrutin, le Sénat sous la Cinquième République a toujours été contrôlé par une majorité de droite ou de centre-droit. Cependant, les gains en sièges de la Gauche lors des dernières élections sénatoriales de 2004 et 2008 respectivement de 14 et 21 sièges supplémentaires, permettent une alternance, pour la première fois de la Cinquième République.

### Réactions
À la suite du basculement à gauche du Sénat, Harlem Désir, du Parti socialiste, désigne le 25 septembre comme étant « un jour qui marquera l'histoire ». Martine Aubry et François Hollande estiment que c'est « un échec pour le président de la République » et soulignent que « l'UMP recule partout » et qu'un Sénat à gauche « serait aussi pour le prochain président de la République, s'il est de gauche, un sérieux atout ». Ségolène Royal a « salué la victoire de la gauche » aux élections sénatoriales et a estimé qu'il s'agissait « d'une sanction d'une sévérité extrême de la politique de la droite ». Le ministre chargé des relations avec le Parlement, Patrick Ollier, tempère en soulignant que « le dernier mot est à l'Assemblée ». La présidence de la République, dans un bref communiqué, « prend acte des résultats » qui sont dus, selon l’Élysée, aux succès de la gauche aux élections locales. Le Premier ministre François Fillon et le secrétaire général de l'UMP Jean-François Copé ont imputé le fiasco aux divisions de la droite.

### Présidence du Sénat
Les jeux d'alliance peuvent faire basculer une élection : selon Jean Arthuis, « l'élection du président du Sénat est aussi complexe que celle d'un pape ».
À droite, le président sortant du Sénat, Gérard Larcher, annonce dès 2010 sa candidature à un second mandat. Pour la gauche, le président du groupe socialiste Jean-Pierre Bel est désigné candidat des socialistes le 27 septembre 2011 et fait figure de favori contre Gérard Larcher. L'ancienne ministre et vice-présidente du Sénat Catherine Tasca, qui avait un temps présenté sa candidature, a finalement renoncé à se présenter. En 2009 et 2010, l'attention s'était aussi portée sur le sénateur-maire de Dijon, François Rebsamen, sur l'ancien Garde des Sceaux, président du Conseil constitutionnel et sénateur des Hauts-de-Seine Robert Badinter ou même sur l'ancien Premier ministre, Laurent Fabius, qui n'a pourtant jamais été sénateur.
La séance est présidée par Paul Vergès, président d’âge, et membre du groupe CRC.
Le 1er octobre 2011, Jean-Pierre Bel est élu président du Sénat à la majorité absolue, dès le premier tour, avec 179 voix, soit deux de plus que le total théorique (177) des voix de gauche. Il a notamment bénéficié du soutien des groupes CRC et RDSE. Le président sortant du Sénat Gérard Larcher pouvait compter sur le soutien de son parti tandis que les centristes avaient choisi l'ancienne secrétaire d'État Valérie Létard comme candidate au « plateau ».
| Candidat                 | Candidat                 | Groupe                   | Premier tour | Premier tour |
| Candidat                 | Candidat                 | Groupe                   | Voix         | %            |
| ------------------------ | ------------------------ | ------------------------ | ------------ | ------------ |
|                          | Jean-Pierre Bel          | SOC                      | 179          | 52,34        |
|                          | Gérard Larcher           | UMP                      | 134          | 39,18        |
|                          | Valérie Létard           | UC                       | 29           | 8,48         |
|                          |                          |                          |              |              |
| Votes valides            | Votes valides            | Votes valides            | 342          | 98,28        |
| Votes blancs et nuls     | Votes blancs et nuls     | Votes blancs et nuls     | 5            | 1,44         |
| Total                    | Total                    | Total                    | 347          | 100          |
| Abstention               | Abstention               | Abstention               | 1            | 0,29         |
| Inscrits / participation | Inscrits / participation | Inscrits / participation | 348          | 99,71        |

### Bureau du Sénat

| Fonction        | Titulaire | Titulaire                | Groupe      |
| --------------- | --------- | ------------------------ | ----------- |
| Président       |           | Jean-Pierre Bel          | SOC         |
| Vice-présidents |           | Didier Guillaume         | SOC         |
| Vice-présidents |           | Jean-Pierre Raffarin     | UMP         |
| Vice-présidents |           | Bariza Khiari            | SOC         |
| Vice-présidents |           | Thierry Foucaud          | CRC         |
| Vice-présidents |           | Jean-Léonce Dupont       | UDI-UC      |
| Vice-présidents |           | Jean-Patrick Courtois    | UMP         |
| Vice-présidents |           | Charles Guené            | UMP         |
| Vice-présidents |           | Jean-Claude Carle        | UMP         |
| Questeurs       |           | Jean-Marc Todeschini     | SOC         |
| Questeurs       |           | Gérard Dériot            | UMP-A       |
| Questeurs       |           | Alain Anziani            | SOC         |
| Secrétaires     |           | Jean Boyer               | UDI-UC      |
| Secrétaires     |           | Marc Daunis              | SOC         |
| Secrétaires     |           | Michelle Demessine       | CRC         |
| Secrétaires     |           | Marie-Hélène des Esgaulx | UMP         |
| Secrétaires     |           | Jean Desessard           | SOC-EELVr-R |
| Secrétaires     |           | Alain Dufaut             | UMP         |
| Secrétaires     |           | Hubert Falco             | UMP         |
| Secrétaires     |           | François Fortassin       | RDSE        |
| Secrétaires     |           | Jacques Gillot           | SOC         |
| Secrétaires     |           | Odette Herviaux          | SOC         |
| Secrétaires     |           | Jean-François Humbert    | UMP         |
| Secrétaires     |           | Gérard Le Cam            | CRC         |
| Secrétaires     |           | Marie-Noëlle Lienemann   | SOC         |
| Secrétaires     |           | Catherine Procaccia      | UMP         |

### Composition politique du Sénat
Les groupes politiques au Sénat après le renouvellement de 2011 sont constitués le 4 octobre :
- Groupe Union pour un mouvement populaire (UMP) : 130 membres (dont 1 apparenté et 10 rattachés)
- Groupe Socialiste et apparentés (SOC) : 127 membres (dont 10 apparentés)
- Groupe Union des démocrates et indépendants (UC) : 31 membres
- Groupe communiste, républicain et citoyen (CRC) : 20 membres
- Groupe du Rassemblement démocratique et social européen (RDSE) : 19 membres
- Groupe écologiste : 12 membres[note 3]
- Réunion administrative des sénateurs ne figurant sur la liste d'aucun groupe (RASNAG) : 6 sénateurs